# Cerkev sv. Janeza Krstnika, Ribčev Laz
Cerkev sv. Janeza Krstnika v Ribčevem Lazu je podružnična cerkev Župnije Srednja vas v Bohinju. Stoji na jugovzhodnem bregu Bohinjskega jezera. Poleg cerkve sv. Duha je ena izmed dveh cerkva na obrežju. 
Njena posebnost je ta, da se je slikar na freski svetega Janeza Krstnika na eni nogi narisal 6 prstov.Zvonik ima ohranjeno staro mehansko uro in en zvon.
- Arhitektura
- Cerkev pozimi